# Оборонительные системы
АО «Оборонительные системы» — акционерное общество, созданное в 1996 году по инициативе группы головных конструкторских бюро, научно-исследовательских институтов и серийных предприятий — разработчиков и изготовителей средств и систем объектовой ПВО. Кроме того, одноименная российско-белорусская межгосударственная финансово-промышленная группа (МФПГ), созданная на основе акционерного общества. Штаб-квартира — в Москве.

## История
В советское время организационную интеграцию многочисленных предприятий и КБ осуществляли министерства, ведомства и главки. После краха советской системы управления оборонно-промышленным комплексом задача организационной и производственной интеграции на некоторое время перестала быть актуальной в связи с прекращением серийного производства систем С-300 в интересах российских вооруженных сил.
Однако в 1994 году был заключен первый контракт на поставку этих систем в КНР. Соответственно возникла потребность в реставрации и интеграции производственной кооперации, что вызвало необходимость определения головного исполнителя контракта. С этой целью была сформирована финансово-промышленная группа «Оборонительные системы», с целью координации действий и управления создано ОАО «Оборонительные системы».
Учредителями и акционерами Общества в 1996 году стали такие предприятия как МКБ «Факел», ЦКБ «Алмаз», Московский НИИ приборной автоматики, Нижегородский НИИ радиотехники, Лианозовский электромеханический завод и ряд других предприятий. 21 марта 1997 года ОАО «Оборонительные системы» передана функция центральной компании финансово-промышленной группы.
По состоянию на апрель 1999 года в состав ФПГ входили 34 предприятия, КБ, завода и банка. В январе 2000 года ОАО произвело третью эмиссию акций, в результате которой уставный капитал акционерного общества вырос более чем в 15 раз. В состав акционеров «Оборонительных систем» были включены дополнительно некоторые серийные заводы, участвующие в производственной кооперации по С-300ПМУ — Московский машиностроительный завод «Авангард», Московский радиотехнический завод, Новосибирский завод имени Коминтерна, а также один из ведущих отечественных производителей авионики — АО «Объединенный авиаприборостроительный концерн». Одновременно в связи с кризисом во взаимоотношениях между ОАО «Оборонительные системы» и ЦКБ «Алмаз» представительство последнего в составе центральной компании ФПГ было сокращено в результате третьей эмиссии акций в «десятки раз»⦁	. Основным акционером ОАО «Оборонительные системы» в 2000 году была компания «Интеррос» (46 % акций).
В 2000 году на основе холдинга «Оборонительные системы» создано российско-белорусская межгосударственная финансово-промышленная группа «Оборонительные системы» (на основе распоряжения Президента РФ от 21 января 2000 года № 10-рп, постановления Правительства РФ от 26 января 2000 года № 70 и Соглашения между Правительствами РФ и РБ от 11 февраля 2000 года). Согласно межгосударственному соглашению ОАО «Оборонительные системы» наделено функциями головной компании МФПГ «Оборонительные системы» и осуществляет координацию хозяйственной деятельности и ведение дел. Договор о создании МФПГ «Оборонительные системы» подписан 19 участниками, в том числе 15 — от Российской Федерации и 4 — от Республики Беларусь (в настоящее время 12 и 5 соответственно).
В 2002 году Президент России В. В. Путин подписал указ о формировании Концерна ПВО «Алмаз-Антей». Согласно указу в состав концерна передавались госпакеты акций почти всех предприятий, входивших в тот момент в ФПГ «Оборонительные системы». Под контролем ОАО «Оборонительные системы» остались лишь 70 % пакет акций Московского радиотехнического завода и 35 % пакет акций «КБ «Кунцево»». Таким образом, «Оборонительные системы» во многом потеряли свою функцию ведущей фирмы в отрасли разработки и производства систем ПВО, в основном сохранив лишь функцию компании, управляющей активами, а также координирующей компании в межгосударственной финансово-промышленной группе.
В 2003 году «Интеррос» продал свою долю в «Оборонительных системах» ОАО «Оборонпром».

## Собственники
ООО «Оборонительные системы Финанс» 25 %
ООО «Оборонительные системы -Инвест» 75 %

## Состав корпорации
- ОАО «НПО „Московский радиотехнический завод“»
- ОАО «КБ «Кунцево»»
- ЗАО «Оптико-электронные технологии. Оборонительные системы»
- ЗАО «ОБСЦ «Оборонпромсервис»»
- ЗАО «ОС. ИНФОКОМ»

Компании принадлежит 51,42 % акций КБ «Кунцево» (еще 35,49 % акций «Кунцево» принадлежит «Алмаз-Антею»), 63,94 % — Московского радиотехнического завода (10,49 % акций — в «копилке» «Алмаз-Антея»).

## Состав МФПГ

### Со стороны России
- ОАО «НПО „Московский радиотехнический завод“»
- ОАО «КБ «Кунцево»»
- ОАО «Машиностроительное конструкторское бюро „Факел“ имени академика П. Д. Грушина»
- ОАО «Московский НИИ приборной автоматики»
- ОАО «Завод радиотехнического оборудования»
- ОАО «ГОЗ „Обуховский завод“»
- ОАО «Ленинградский Северный завод»
- ОАО «Лианозовский электромеханический завод»
- ОАО «Челябинский радиозавод „Полёт“»
- ОАО «Пирометр»
- ОАО «Новосибирский завод им. Коминтерна»
- ОАО «Акционерный коммерческий банк „Росбанк“»

### Со стороны Белоруссии
- РУП «Минский завод колесных тягачей»
- ОАО «2566 завод по ремонту радиоэлектронного вооружения»
- ОАО «Акционерный сберегательный банк „Беларусбанк“»
- ЗАО «Акционерный коммерческий банк „Белросбанк“»

## Деятельность
- производство, поставка, ремонт и сервисное обслуживание ЗРК «Печора-2М», оптико-электронной станции кругового обзора «Феникс», комплекса радиотехнической защиты (КРТЗ-125-2М) и оптико-электронной системы УВ-38
- производство и поставка подвижного ремонтного центра для восстановительного ремонта ЗРС С-300
- поставка, ремонт и сервисное обслуживание радиолокационных станций П-18 и «Кама-Н» при поставках совместно с ЗРК «Печора-2М»
- разработка, изготовление средств и ввод в эксплуатацию территориальной автоматизированной системы воздушно-морского наблюдения (ТАС ВМН).